# 도덴 조시가야 정류장
도덴 조시가야 정류장(일본어: 都電雑司ヶ谷停留場)은 일본 도쿄도 도시마구 미나미이케부쿠로에 있는 도쿄 도 교통국 도덴 아라카와 선의 정류장이다.
2008년에 개통한 후쿠토신 선에 조시가야 역이 있지만 본 역에 접속되지 않고 남쪽의 기시보진마에 정류장에서 접속한다. 이로 인하여 본 정류장의 명칭은 "조시가야"에서 "도덴 조시가야"로 변경되었다.

## 정류장 구조
상대식 승강장 2면 2선의 지상 정류장이다.

## 정류장 주변
- 조시가야 령원
- 옛 조시가야 선교사관
- 도시마 구청 신청사(2015년 5월 7일 업무 개시)
- 히가시도리(이케부쿠로역, 준쿠도 서점 이케부쿠로 본점으로 빠지는 상점가, 학원, 전문학교 등에서 번창하고 있다.)
- 농민 운동 전국 연합회

## 역사
- 1925년 3월 30일: 영업 개시.

## 인접 정류장
| 도쿄 도 교통국 ■ 도덴 아라카와 선 | 도쿄 도 교통국 ■ 도덴 아라카와 선 | 도쿄 도 교통국 ■ 도덴 아라카와 선      |
| --------------------------------- | --------------------------------- | -------------------------------------- |
| 기시보진마에 와세다 방면          |                                   | 히가시이케부쿠로욘초메 미노와바시 방면 |